# Cylichna gouldii
Cylichna gouldii är en snäckart som först beskrevs av Couthouy 1839.  Cylichna gouldii ingår i släktet Cylichna och familjen Cylichnidae. Inga underarter finns listade i Catalogue of Life.